# 거함대로
거함대로(Geoham-daero)는 경상남도 함양군 수동면 생초터널과 거창군 남하면 남하교 동단을 잇는 경상남도의 도로이다. 거창군과 함양군을 이어주는 도로이기 때문에 거함대로라는 명칭이 부여되었다.

## 연혁
- 2009년 7월 2일 : 2개 이상 시·군에 걸쳐 있는 도로로 거함대로를 고시[1]
- 2010년 11월 23일 : 마리 ~ 송정간 도로(거창군 마리면 말흘리 ~ 거창읍 송정리) 3.8km 구간 확장 개통, 기존 5.2km 구간 폐지[2], 안의 ~ 마리간 도로(함양군 안의면 석천리 ~ 거창군 마리면 말흘리) 11.15km 구간 확장 개통, 기존 함양군 안의면 신안리 ~ 거창군 마리면 말흘리 8.24km 구간 폐지[3]
- 2010년 12월 23일 : 수동 ~ 안의간 도로(함양군 수동면 화산리 ~ 안의면 석천리) 12.9km 구간 확장 개통 및 기존 7.49km 구간 폐지[4]
- 2015년 3월 25일 : 진산교 서쪽 진출로(거창군 마리면 영승리) 462m 구간 신설 개통[5]

## 주요 경유지
경상남도
- 함양군 (수동면 - 안의면) - 거창군 (마리면 - 거창읍 - 남하면)

## 노선
| 이름                   | 접속 노선                    | 소재지                                                 | 소재지                                        | 비고                                                                             |
| 산청대로와 직결        | 산청대로와 직결              | 산청대로와 직결                                        | 산청대로와 직결                               | 산청대로와 직결                                                                  |
| ---------------------- | ---------------------------- | ------------------------------------------------------ | --------------------------------------------- | -------------------------------------------------------------------------------- |
| 생초터널               |                              | 함양군                                                 | 수동면                                        | 국도 제3호선 구간 지방도 제1034호선 구간 연장 906m                               |
| 본통교                 |                              | 함양군                                                 | 수동면                                        | 국도 제3호선 구간 지방도 제1034호선 구간                                         |
| 강정 교차로            | 산수로                       | 함양군                                                 | 수동면                                        | 국도 제3호선 구간 지방도 제1034호선 구간 거창 방면 진출 불가 함양 방면 진입 불가 |
| 본통 교차로            | 지방도 제1034호선 (천왕봉로) | 함양군                                                 | 수동면                                        | 국도 제3호선 구간 지방도 제1034호선 구간                                         |
| 대동 교차로            | 성애길 수동1길               | 함양군                                                 | 수동면                                        | 국도 제3호선 구간                                                                |
| 화산1교 화산2교 수동교 |                              | 함양군                                                 | 수동면                                        | 국도 제3호선 구간                                                                |
| 수동 교차로 (서평교)   | 수동1길                      | 함양군                                                 | 수동면                                        | 국도 제3호선 구간 거창 방면 진출 불가 함양 방면 진입 불가                        |
| 원평사거리             | 공배길 산업단지길            | 함양군                                                 | 수동면                                        | 국도 제3호선 구간                                                                |
| 남계삼거리             | 수동2길                      | 함양군                                                 | 수동면                                        | 국도 제3호선 구간                                                                |
| 화림교                 |                              | 함양군                                                 | 수동면                                        | 국도 제3호선 구간                                                                |
| 구라사거리             | 지곡창촌길                   | 함양군                                                 | 수동면                                        | 국도 제3호선 구간                                                                |
| 동구삼거리             | 구라동구길                   | 함양군                                                 | 수동면                                        | 국도 제3호선 구간                                                                |
| 남효삼거리             | 남효중방로                   | 함양군                                                 | 수동면                                        | 국도 제3호선 구간                                                                |
| 내백 교차로 (내백1교)  | 수안길                       | 함양군                                                 | 수동면                                        | 국도 제3호선 구간 거창 방면 진입 불가 함양 방면 진출 불가                        |
| 내백2교 상백교         |                              | 함양군                                                 | 수동면                                        | 국도 제3호선 구간                                                                |
| 상백 교차로 (석천교)   | 수안길                       | 함양군                                                 | 안의면                                        | 국도 제3호선 구간 거창 방면 진출 불가 함양 방면 진입 불가                        |
| 황곡교                 |                              | 함양군                                                 | 안의면                                        | 국도 제3호선 구간                                                                |
| 안의 교차로            | 국도 제24호선 (함양로)       | 함양군                                                 | 안의면                                        | 국도 제3, 24호선 구간                                                            |
| 석천 교차로            | 황마로                       | 함양군                                                 | 안의면                                        | 국도 제3, 24호선 구간                                                            |
| 관북교                 |                              | 함양군                                                 | 안의면                                        | 국도 제3, 24호선 구간                                                            |
| 금천 교차로            | 광풍로 안의도장골길          | 함양군                                                 | 안의면                                        | 국도 제3, 24호선 구간                                                            |
| 교북 교차로            | 국도 제26호선 (육십령로)     | 함양군                                                 | 안의면                                        | 국도 제3, 24, 26호선 구간                                                        |
| 용추 교차로            | 용추계곡로                   | 함양군                                                 | 안의면                                        | 국도 제3, 24, 26호선 구간                                                        |
| 용추교 제실교          |                              | 함양군                                                 | 안의면                                        | 국도 제3, 24, 26호선 구간                                                        |
| 삼산 교차로            | 거안로                       | 함양군                                                 | 안의면                                        | 국도 제3, 24, 26호선 구간                                                        |
| 바래기재               |                              | 함양군                                                 | 안의면                                        | 국도 제3, 24, 26호선 구간                                                        |
| 거창군                 | 마리면                       |                                                        |                                               | 국도 제3, 24, 26호선 구간                                                        |
| 거창군                 | 마리면                       | 고학리                                                 | 거안로                                        | 국도 제3, 24, 26호선 구간 함양 방면 진입만 가능                                  |
| 거창군                 | 마리면                       | 삼거리 교차로                                          | 거안로                                        | 국도 제3, 24, 26호선 구간 양방향 진출만 가능                                     |
| 거창군                 | 마리면                       | 삼거리교 지동교                                        |                                               | 국도 제3, 24, 26호선 구간                                                        |
| 거창군                 | 마리면                       | 지동 교차로                                            | 국도 제37호선 (거안로)                        | 국도 제3, 24, 26, 37호선 구간                                                    |
| 거창군                 | 마리면                       | 말흘 교차로                                            | 거안로 진산길                                 | 국도 제3, 24, 26, 37호선 구간 거창 방면 진출 불가 함양 방면 진입 불가            |
| 거창군                 | 마리면                       | 진산교                                                 | 거안로                                        | 국도 제3, 24, 26, 37호선 구간 거창 방면 진출만 가능                              |
| 거창군                 | 마리면                       | 장백터널                                               |                                               | 국도 제3, 24, 26, 37호선 구간 연장 639m                                          |
| 거창군                 | 거창읍                       | 장백터널                                               |                                               | 국도 제3, 24, 26, 37호선 구간 연장 639m                                          |
| 거창군                 | 건계정교                     |                                                        | 국도 제3, 24, 26, 37호선 구간                 |                                                                                  |
| 거창군                 | 건계정교                     | 마리면                                                 | 국도 제3, 24, 26, 37호선 구간                 |                                                                                  |
| 거창군                 | 거열터널                     |                                                        | 국도 제3, 24, 26, 37호선 구간 연장 544m       |                                                                                  |
| 거창군                 | 거열터널                     | 거창읍                                                 | 국도 제3, 24, 26, 37호선 구간 연장 544m       |                                                                                  |
| 거창군                 | 송정 교차로 (송정지하차도)   | 국도 제3호선 (웅양로)                                  | 국도 제3, 24, 26, 37호선 구간                 |                                                                                  |
| 거창군                 | 절부사거리                   | 강남로 강변로                                          | 국도 제24, 26, 37호선 구간                    |                                                                                  |
| 거창군                 | (이름 없음)                  | 강남로1길                                              | 국도 제24, 26호선 구간                        |                                                                                  |
| 거창군                 | 김천사거리                   | 지방도 제1084호선 (수남로)                             | 국도 제24, 26호선 구간                        |                                                                                  |
| 거창군                 | (대평리 만남의광장)          | 국도 제24호선 국도 제26호선 (거함대로5길) 거창대로     | 국도 제24, 26호선 구간                        |                                                                                  |
| 거창군                 | (회전교차로)                 | 거창대학로                                             |                                               |                                                                                  |
| 거창군                 | 거창소방서                   | 국도 제24호선 국도 제26호선 지방도 제1089호선 (창동로) | 국도 제24, 26호선 구간 지방도 제1089호선 구간 |                                                                                  |
| 거창군                 | 거창 나들목 (거창IC 교차로)  | 12호선 광주대구고속도로                                | 국도 제24, 26호선 구간 지방도 제1089호선 구간 |                                                                                  |
| 거창군                 | 국농소삼거리                 | 지방도 제1089호선 (밤티재로)                           | 국도 제24, 26호선 구간 지방도 제1089호선 구간 |                                                                                  |
| 거창군                 | 남하교                       |                                                        | 남상면                                        | 국도 제24, 26호선 구간                                                           |
| 거창군                 | 남하교                       | 남하면                                                 |                                               | 국도 제24, 26호선 구간                                                           |
| 영서로와 직결          |                              |                                                        |                                               |                                                                                  |

## 주요 건물 및 시설
- 안의중학교 (경상남도 함양군 안의면 거함대로 1654)
- 거창군보건소 (경상남도 거창군 거창읍 거함대로 3079)
- 거창교육지원청 (경상남도 거창군 거창읍 거함대로 3235)
- 거창군농업기술센터 (경상남도 거창군 거창읍 거함대로 3322)
- 거창소방서 (경상남도 거창군 거창읍 거함대로 3324)